# Schinus fasciculatus
Schinus fasciculatus är en sumakväxtart som först beskrevs av August Heinrich Rudolf Grisebach, och fick sitt nu gällande namn av Ivan Murray Johnston. Schinus fasciculatus ingår i släktet Schinus och familjen sumakväxter. Utöver nominatformen finns också underarten S. f. arenicolus.